# Resolució 749 del Consell de Seguretat de les Nacions Unides
La Resolució 749 del Consell de Seguretat de les Nacions Unides, fou adoptada per unanimitat el 7 d'abril de 1992 després de reafirmar les resolucions 713 (1991), 721 (1991), 724 (1991), 727 (1992), 740 (1992) i 743 (1992), el Consell va aprovar un informe del Secretari General Boutros Boutros-Ghali i va decidir autoritzar el desplegament el més aviat possible de la Força de Protecció de les Nacions Unides (UNPROFOR) a l'antiga Iugoslàvia.
Observant les contínues violacions diàries de l'alto el foc, el Consell va instar a totes les parts a assegurar la seguretat i llibertat de moviments de la Força i va instar a totes les parts a ajudar a compensar els seus costos per aconseguir el més eficaç i el funcionament més econòmic possible. També va instar la cooperació d'aquells a la República de Bòsnia i Hercegovina (1990-1992) amb els esforços de la Comunitat Europea, insta a totes les parts a abstenir-se d'on es basarà la UNPROFOR.
Tot i estar plenament autoritzatda en la Resolució 749, la UNPROFOR no es va desplegar completament fins a maig-juny de 1992. L'aprovació de la resolució actual també es va produir el mateix dia, moltes nacions occidentals van reconèixer la independència de Bòsnia i Hercegovina, Croàcia i Eslovènia.